# Lascoria curta
Lascoria curta är en fjärilsart som beskrevs av Paul Dognin 1914. Lascoria curta ingår i släktet Lascoria och familjen nattflyn. Inga underarter finns listade i Catalogue of Life.